# 落馬洲

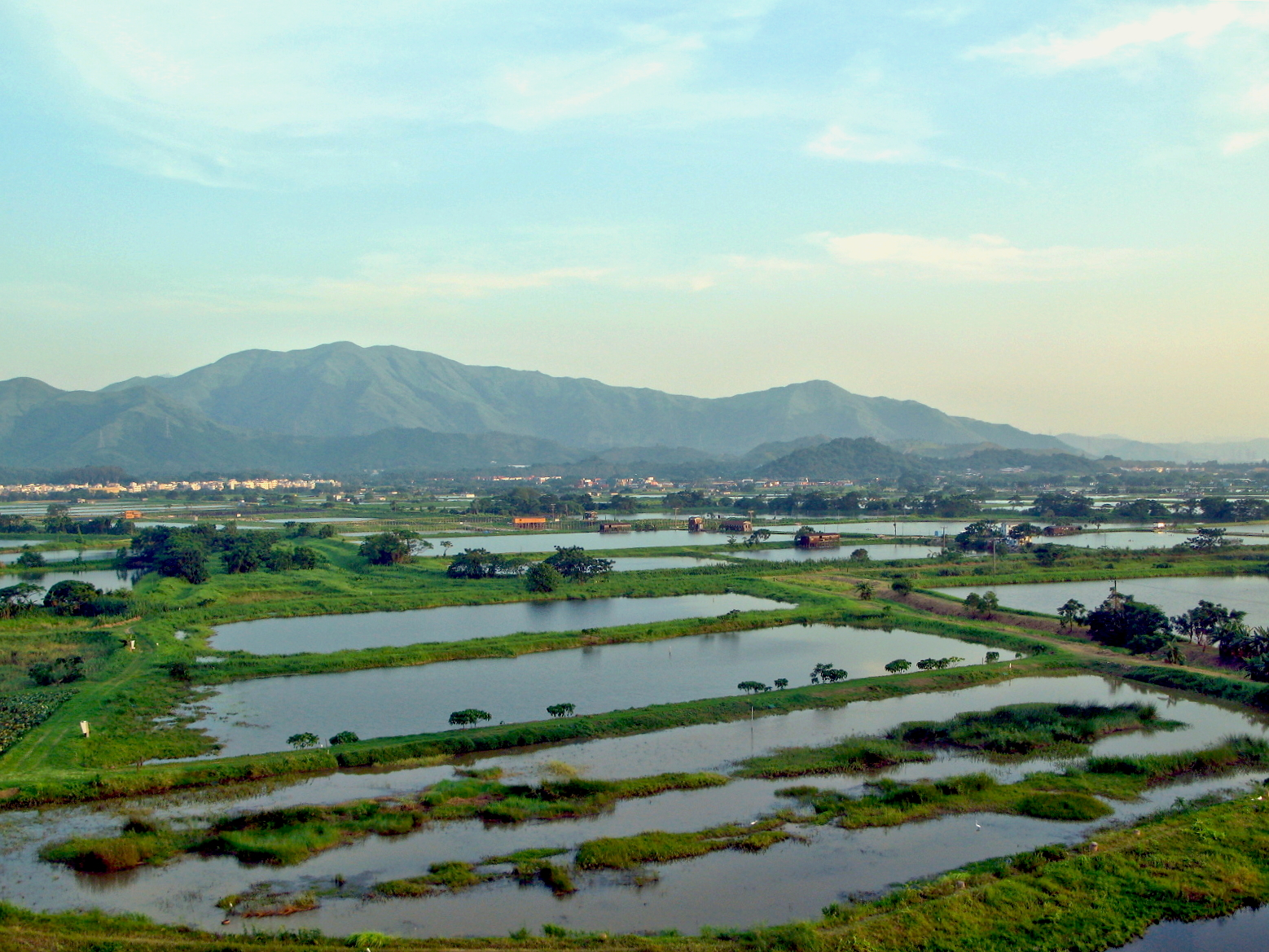
落馬洲大部份土地均是以濕地為主

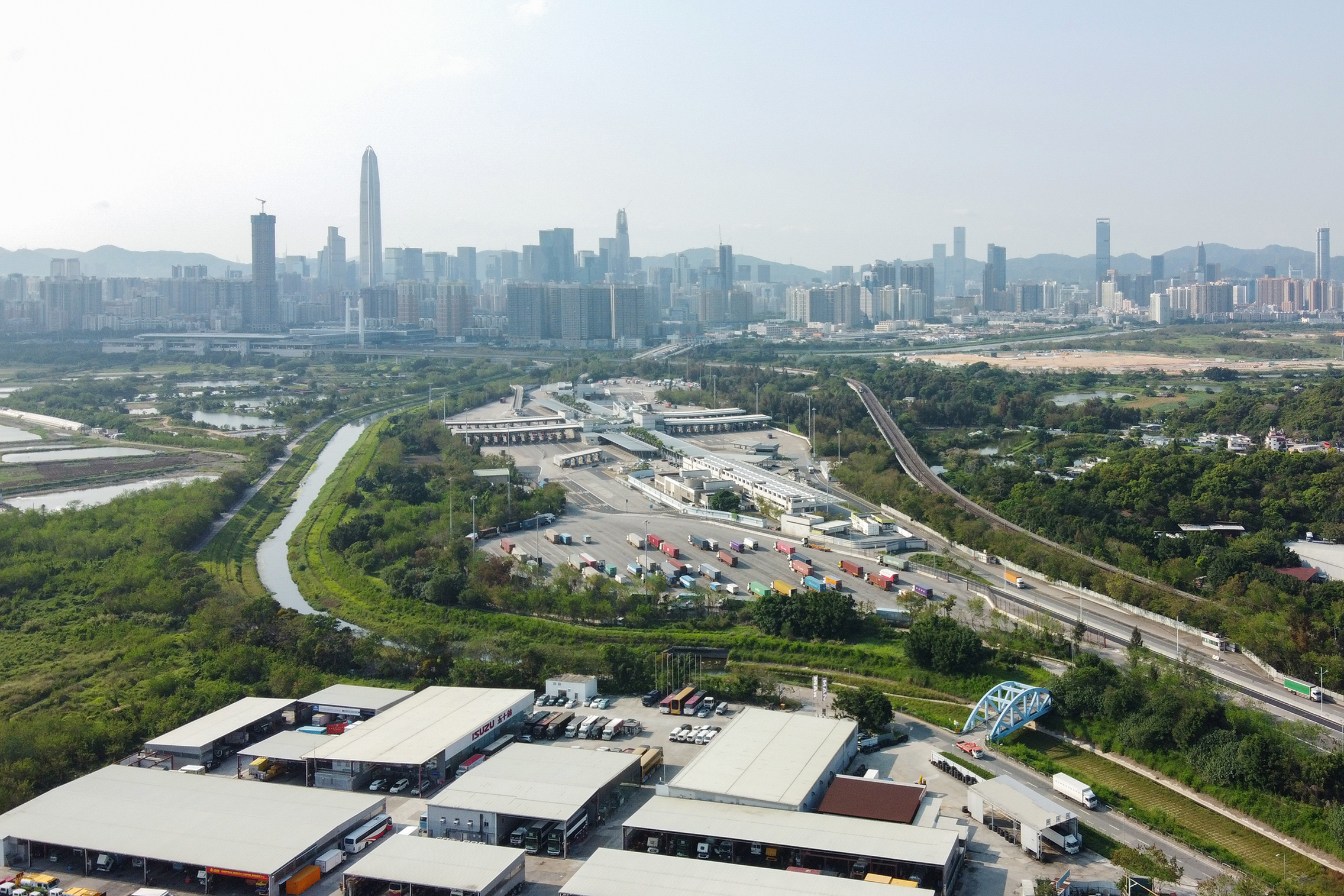
落馬洲管制站

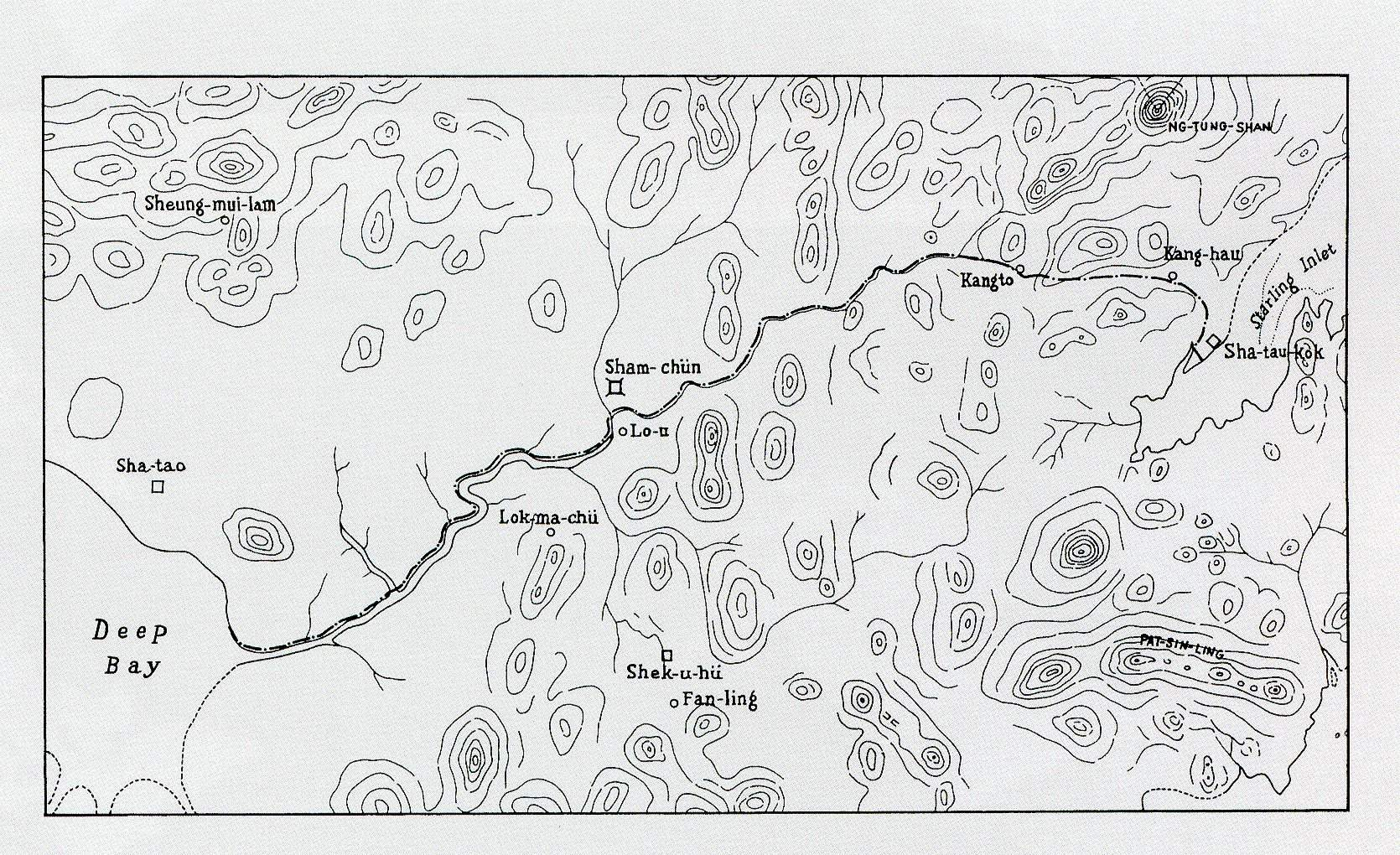
1898年《展拓香港界址專條》附圖中的落馬洲（Lok-ma-chu）

落馬洲（英語：Lok Ma Chau，舊稱勒馬洲）位於香港新界元朗區東北部，鄰近深圳河，為香港一個設有出入境口岸的邊境地區，河北之土地屬於深圳市福田區，而落馬洲的西南面則為佔地約1,500公頃的米埔濕地。
由於落馬洲貼近香港邊境禁區，因此香港政府在該處提供一處緩衝地帶，藉此打擊非法入境及其他跨境罪案。
另一方面，在《公安條例》第36 條制定的 《邊境禁區令》(第245 章，附屬法例A)管制下，前往該處邊境的人士來自或來往中國大陸及香港之間毋須得到許可，惟完成過關手續後並不准在該處停留。因此儘管口岸一帶每天人口流動量極大，常住人口则非常少，僅有落馬洲村、下灣村和潘屋村的原居民，而當地普遍的魚塘濕地環境至今未有大改變，但不少魚塘已經荒廢。

## 命名
南宋末年，宋端宗趙昰和宋少帝赵昺等人逃難並曾暫駐落馬洲一帶。由於前往落馬洲覲見南宋君主的人皆須依君臣之禮下馬叩頭，因而得名。:130

## 落馬洲花园
從中華人民共和國成立至改革開放前，落馬洲警署附近的瞭望台曾經成爲訪港旅客的熱門景點，因爲當時冷戰的國際形勢下資本主義陣營國家的國民無法輕易進入屬共產主義陣營的中國大陸，而早期的邊境禁區範圍中，落馬洲部分的禁區界線與大陸邊境線最接近，道路建設完善，而且山崗上設有瞭望台，可以瞭望當時尚未發展的深圳市的農田及鄉村景色，成爲世界上可到達的最接近且能看見「社會主義紅色中國」的地方（金馬前線陣地除外），故此深受西方遊客歡迎，有大量旅遊團乘坐旅遊巴到訪，是當時「環遊新界之旅」的必到景點。
1953年，時任美國副總統的理查德·尼克松到訪英屬香港，亦曾到訪落馬洲警署瞭望中國大陸，多年後他才以總統之名抵達北京。
2000年，落馬洲瞭望台被改建成落馬洲花園，而深圳河對岸的深圳市福田區已完成城市化發展，故深圳已沒有原來廣袤的田野景觀，不過仍可見深圳方面設立與河口的紅樹林保育公園。

## 落馬洲河套地區
1990年代末期，香港政府與深圳市政府合作治理容易氾濫的深圳河，基於港深維持以河道中線為界，河道改道工程完成後有一片原本屬於深圳市範圍的河套區域撥歸香港，因位處落馬洲，故名爲「落馬洲河套地區」，具體位置在皇崗口岸通道以東、落馬洲村正北方。2017年初香港和深圳兩地官員簽署備忘錄，協議在該地合作發展佔地87公頃港深創新及科技園。不過由於該地位處元朗區和北區的分界線上，其具體區劃至今未定。到2018年6月開始進行前期工程。

## 落馬洲邊境購物城
2013年香港社會有呼聲提出於落馬洲興建「邊境購物城」，緩解香港的水貨客問題及劇增的內地旅客量對香港北部新市鎮居民帶來的生活壓力，經多方協商覓地後，最終選址落馬洲以南的新田建造。不過自2018年2月開幕後人迹罕至，場面冷清，在2019年8月更一度表示會結業。

## 交通

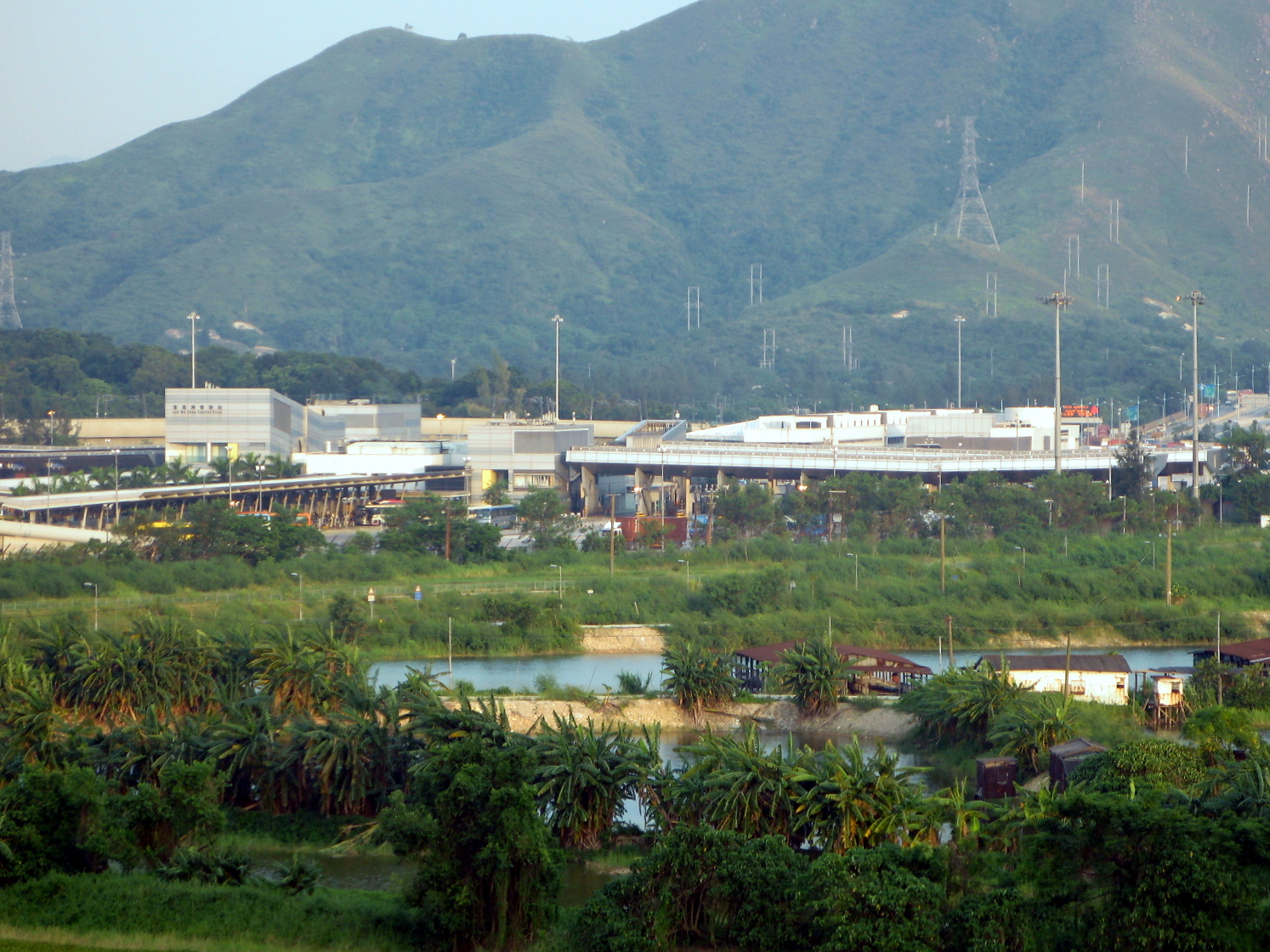
落馬洲管制站

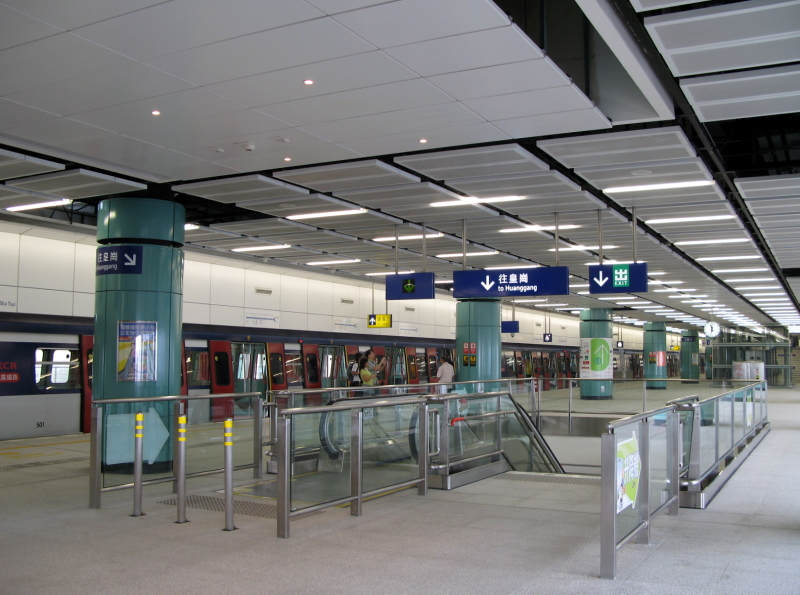
落馬洲站

## 公共設施
- 落馬洲管制站：供汽車使用的陸路邊境口岸
- 港鐵
  -  █  東鐵綫：落馬洲站
- 落馬洲公共交通轉車站

## 區議會議席分佈
由於落馬洲鄉村人口不足以成為一個區議會選區，所以往往跟鄰近的牛潭尾、米埔、新田鄉村範圍劃為同一個選區，而1982至1990年，區內被劃入元朗北郊選區。
| 年度/範圍  | 2000-2003 | 2004-2007 | 2008-2011 | 2012-2015 | 2016-2019 | 2020-2023 |
| ---------- | --------- | --------- | --------- | --------- | --------- | --------- |
| 整個落馬洲 | 新田選區  | 新田選區  | 新田選區  | 新田選區  | 新田選區  | 新田選區  |

註：以上主要範圍尚有其他細微調整（包括編號），請參閱有關區議會選舉選區分界地圖及條目。

## 另見
- 落馬洲花園
- 落馬洲河套地區
- 落馬洲邊境購物城